# 畑木
畑木（はたき）は、千葉県市原市の姉崎地区にある大字。郵便番号は299-0112。

## 概要
西暦110年に畑木神社が建立されるなど、歴史的には古めの地区である。畑木町会は青葉台町会協議会に加盟しているため姉崎地区青葉台地域に分類される。そのため、学区は明神小学校及び姉崎中学校であるものの、ほとんどの子どもが青葉台小学校及び姉崎東中学校に通っている。

## 地理
北は姉崎、東は海保、南は片又木、西は青葉台と接する。

## 歴史

### 沿革
- 江戸時代 - 鶴牧藩畑木村
- 1871年
  - 7月14日 - 廃藩置県により宮谷県畑木村となる。
  - 11月14日 - 府県統合により木更津県畑木村となる。
- 1873年6月15日 - 木更津県と印旛県の統合により千葉県畑木村となる。
- 1889年 - 姉ヶ崎村・椎津村などと畑木の9村が合併し鶴牧村になり、鶴牧村畑木となる。
- 1892年1月2日 - 鶴牧村が町制施行に伴い姉崎町に改称したことから、姉崎町畑木となる。
- 1963年5月1日 - 姉崎町ほか旧市原郡5町合併により市原市市制施行に伴い、市原市畑木となる[7]。

## 世帯数と人口
2022年4月1日現在の世帯数と人口は以下の通りである。
| 町丁字 | 世帯数  | 総数  |
| ------ | ------- | ----- |
| 畑木   | 174世帯 | 293人 |

## 通学区域
公立学校に通学する場合の通学区域は以下の通りである。
| 町丁字 | 小学校             | 中学校             | 高等学校 |
| ------ | ------------------ | ------------------ | -------- |
| 畑木   | 市原市立明神小学校 | 市原市立姉崎中学校 | 第９学区 |

## 施設
- 畑木城跡
- 畑木神社

## 交通

### 鉄道
駅はないが、最寄りは姉ケ崎駅である。

### バス
通っていないが、最寄りのバス停は帝京大学ちば総合医療センターかコストコ物流センターである。

### 道路
1. 国道・県道
  - 国道県道は通っていない。
2. 市道
  - 市道110号線（大学病院通り）